# Крістіан Інтсоен
Крістіан Роллін М'помезок Інтсоен (фр. Christian Rollin M'pomézok Intsoen; нар. 21 червня 1999, Бертуа, Камерун) — камерунський футболіст, захисник клубу Вищої ліги Білорусі «Сморгонь».

## Життєпис
Футбольну кар'єру розпочинав у камерунській Спортивній академії Каджі та в клубі «Ідінг Спорт». Згодом футболіст приїхав до Білорусі для навчання до університету, продовжив грати у футбол на аматорському рівні. У лютому 2020 року підписав контракт із білоруськими «Крумкачами». Дебютував за клуб 12 липня 2020 року в поєдинку проти «Сморгоні», в якому вийшов на поле в стартовому складі. У другій половині сезону став основним захисником команди, виходив на всі матчі у стартовому складі. Після закінчення сезону покинув клуб.
У лютому 2021 року проходив перегляд у футбольному клубі «Мінськ», але клуб не підписав контракт із гравцем. У підсумку Інтсоен приєднався до футбольного клубу «Сморгонь», який у 2020 році потрапив до Вищої ліги. Тут він одразу став гравцем основного складу, лише декілька разів не вийшов на поле за сезон. Дебютував за новий клуб 13 березня 2021 року проти «Енергетика-БДУ». За підсумками сезону «Сморгонь» вилетіла до Першої ліги, посівла передостаннє 15 місце у турнірній таблиці. Крістіан вирішив залишитися в команді, але багато гравців залишили клуб.
Навесні 2022 року пропустив початок сезону через проблеми з документами. Перший матч у сезоні 2022 року в Першій лізі зіграв 21 травня 2022 року проти «Осиповичів», вийшов у старті та відіграв всю гру. Дебютним голом відзначився 26 серпня 2022 року у матчі проти «Барановичів», в якому замкнув подачу з кутового. За підсумками сезону став срібним призером Першої ліги. Крістіан провів за клуб 20 матчів у всіх турнірах, відзначився єдиним голом. Також усі свої матчі в сезоні провів виходячи у стартовому складі й надалі його жодного разу не замінили.
На початку 2023 року готувався до нового сезону із клубом. Перший матч у сезоні зіграв 19 березня 2023 року проти бобруйскої «Білшини», в якому вийшов на поле з капітанською пов'язкою. 7 квітня 2023 року в матчі проти «Іслочі» отримав травму й вибув з розпорядження клубу. Першою результативною дією за клуб відзначився 3 вересня 2023 року в матчі проти «Слуцька», в якому віддав гольову передачу. Першим голом у сезоні відзначився 17 вересня 2023 року в матчі проти борисовського БАТЕ. За підсумками сезону допоміг клубу закріпитися у вищому дивізіоні, відзначився голом та 2-ма результативними передачами.
Новий сезон за клуб розпочав 16 березня 2024 року з матчу проти мінського «Динамо», в якому вийшов на поле в стартовому складі.